# 神崎詩織
神崎 詩織（かんざき しおり、1987年9月22日 - ）は、以前は 日本の女優、ファッションモデル。活動当時はフォスターとトヨタオフィスに所属していた。
大阪府大阪市出身。

## 来歴
中学1年生の時に応募した『ピチレモン』（学習研究社）2000年第一回（通算第二回）ピチレモン読者モデルオーディションでグランプリを獲得し、2001年に女優デビューする。
2004年から2005年までに放送された、『幻星神ジャスティライザー』（テレビ東京）に真田ユカ / ライザーカゲリ役で出演。
現在の活動・消息は一切不明。

## 人物
- 身長は172cm。スリーサイズはB 87cm、W 62cm、H 89cm。靴のサイズは25.0cm[3]。
- 2001年時点で目標にしていた女優は観月ありさであった[4]。

## 出演

### テレビドラマ
- 金田一少年の事件簿_（日本テレビ）
  - 金田一少年の事件簿SP 魔術列車殺人事件（2001年）
  - 金田一少年の事件簿（2001年） - 聖子 役
- 利家とまつ〜加賀百万石物語〜（2002年、NHK） - 茶々 役
- 金融腐蝕列島「再生」（2002年、BS-i）
- ウルトラマンコスモス 第52話「変身不能!?」（2002年、毎日放送） - コイシス星人ジュネ 役 ※未放送作品
- 恋する日曜日「-FOR YOU-」（2003年、BS-i）
- エースをねらえ!（2004年、テレビ朝日） - 佐藤愛 役
- 幻星神ジャスティライザー（2004年 - 2005年、テレビ東京） - 真田ユカ / ライザーカゲリ 役
- 27歳の夏休み（2005年、TBS） - 北岡ナツミ 役
- 女子アナ一直線!（2007年7月2日 - 9月24日、テレビ東京） - 高梨薫 役
- 小児救命 第5話（2008年、テレビ朝日）
- 非婚同盟 第3部 第54話 - 第65話[5]（2009年3月19日 - 4月3日、東海テレビ） - 伊庭和花枝 役

### テレビ番組
- エンタ姫（2004年、テレビ東京）

### CM
- NTTドコモ 夏のフェアー（2002年、NTTドコモ北海道）
- ごぼうスナック（2002年、ブルボン）
- ごちパラ北海道（2002年、北海道庁）
- NTTドコモ関西（2003年）
- 植物物語（ライオン） - アジア圏（台湾・香港・シンガポールにて）[要説明]
- 熊本・鹿児島ディスティネーションキャンペーン（2004年、JRグループ）
- e-maのど飴「あくび」編、「メール」編（2007年、UHA味覚糖）
- メンソレータム リフレア（2009年、ロート製薬）
- 「メッセージ・統合後篇」（2010年、ENEOS）
- NIVEA「Moisture Color Lip・Perfect Lip Essence」（2012年、ニベア花王）

### 舞台
- イマジンミュージカル「若草物語」（2002年、全国公演）
- I2（アイツー）8月の桜の下で…（2003年3月25日 - 30日、シアターVアカサカ）
- スイッチを押すとき〜君達はなぜ生きているんだ？〜（2007年10月26日 - 11月4日、新国立劇場小劇場）

### 映画
- 踊る大捜査線 THE MOVIE 2 レインボーブリッジを封鎖せよ!（2003年）
- 殺人ネット（2004年）
- 小津家の団欒（2005年）
- 劇場版 超星艦隊セイザーX 戦え!星の戦士たち（2005年） - 真田ユカ 役[1]
- 吉祥天女（2007年、監督：及川中） - 大野真理 役
- ハッピーフライト（2008年、監督：矢口史靖） - 真田貴子 役
- 僕たちは世界を変えることができない。（2011年）
- 行方不明（2012年）

### 特撮ビデオ
- テレビマガジン5・6月号全員サービス品 幻星神ジャスティライザー ひみつ大公開DVD（2005年、講談社） - 真田ユカ / ライザーカゲリ 役 ※非売品
- 幻星神ジャスティライザー スーパーバトルメモリー（2005年、東宝） - 真田ユカ 役

### プロモーションビデオ
- Lyu:Lyu「アノニマス」（2012年）

## モデル活動

### 雑誌
- ピチレモン（2002年 - 2003年、学習研究社） - 専属モデル
- 15（2004年3月10日、ビジュアル）
- ピチレモン別冊 fapri（2004年5月31日・2004年7月31日、学習研究社）
- ビジュアル「15」（2004年、辰巳出版）
- ヒロイン危機一髪!! Vol.5（2005年、大洋書房、ISBN 4-8130-6080-3） - 特集「青き女戦士たち」

### ショー
- hiromichi nakano 2002AW東京コレクション（2002年）

## 作品

### イメージビデオ
- U-16 FILE004 神崎詩織 age13（2001年12月19日、ポニーキャニオン）
- Bookmark（2008年7月18日、フォーサイド・ドット・コム）[6]

### 写真集
- Reborn（2009年、ワニブックス、ISBN 978-4-8470-4168-6）